# Citroën C3 Aircross (Brésil, Inde)
Pour les articles homonymes, voir Citroën Aircross et Citroën C3 Aircross.
Ne doit pas être confondu avec Citroën C3 Aircross II.
La Citroën C3 Aircross (nom de code interne CC24) est un crossover citadin produit à partir de 2023 par le constructeur automobile français Citroën au Brésil pour le marché latino-américain, et en Inde pour l'Asie et l'Afrique. Ce modèle à bas coût n'est pas importé en Europe,.
Il existe aussi à partir de 2024 en carrosserie SUV coupé, le Citroën Basalt.

## Présentation
La Citroën C3 Aircross est présentée le 23 avril 2023. Elle reprend le nom du crossover urbain C3 Aircross européen sorti en 2017, mais ne partage aucun élément commun. Cependant, de nombreux éléments de la seconde génération de C3 Aircross européen sont repris de ce véhicule. 

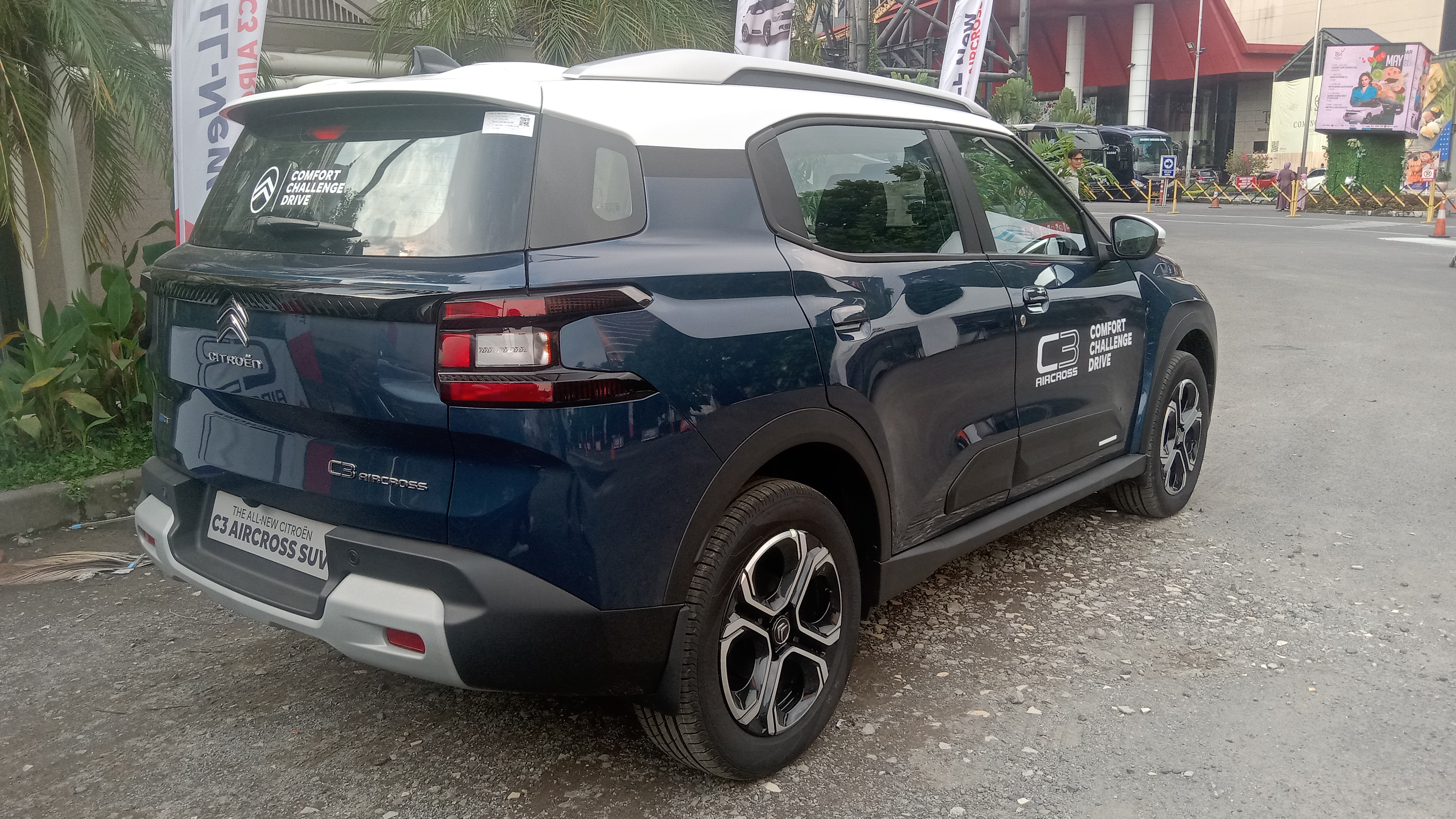
Arrière (modèle indien)

Il est produit en Inde dès l'été 2023, et lancé en septembre de la même année.
Il est produit au Brésil à partir d'octobre 2023. 
En Inde, les modèles à boîte automatique sont commercialisés en janvier 2024. 
Le C3 Aircross est commercialisé en Indonésie dès avril 2024, et en Argentine dès mai 2024. 
En Inde, le C3 Aircross reçoit des critiques persistantes sur le manque d'équipements proposés sur le modèle,. Du fait de ces critiques, Citroën revoit son offre sur ce marché en août 2024, en ajoutant aux équipements la climatisation automatique, des ouvertures de ventilation à l'arrière, des phares LEDs, une clef rabattable, un accoudoir avant plus large, et des commandes de vitres à l'arrière, ainsi que 6 airbags de série.  
Fin septembre 2024, le modèle est rebaptisé Citroën Aircross en Inde, perdant dans ce pays sa filiation avec sa petite sœur la C3.  

## Caractéristiques techniques
La C3 Aircross repose sur une version simplifiée de la plateforme technique CMP du groupe Stellantis, il s'agit de la base de la C3 "CC21" dont l'empattement a été allongé,, la nouvelle C3 Aircross pourrait donc disposer d'une motorisation électrique. Le SUV a été partiellement développé en Inde par un prestataire externe (Tata Consulting). Il bénéficie d'une garde au sol de 20 cm.

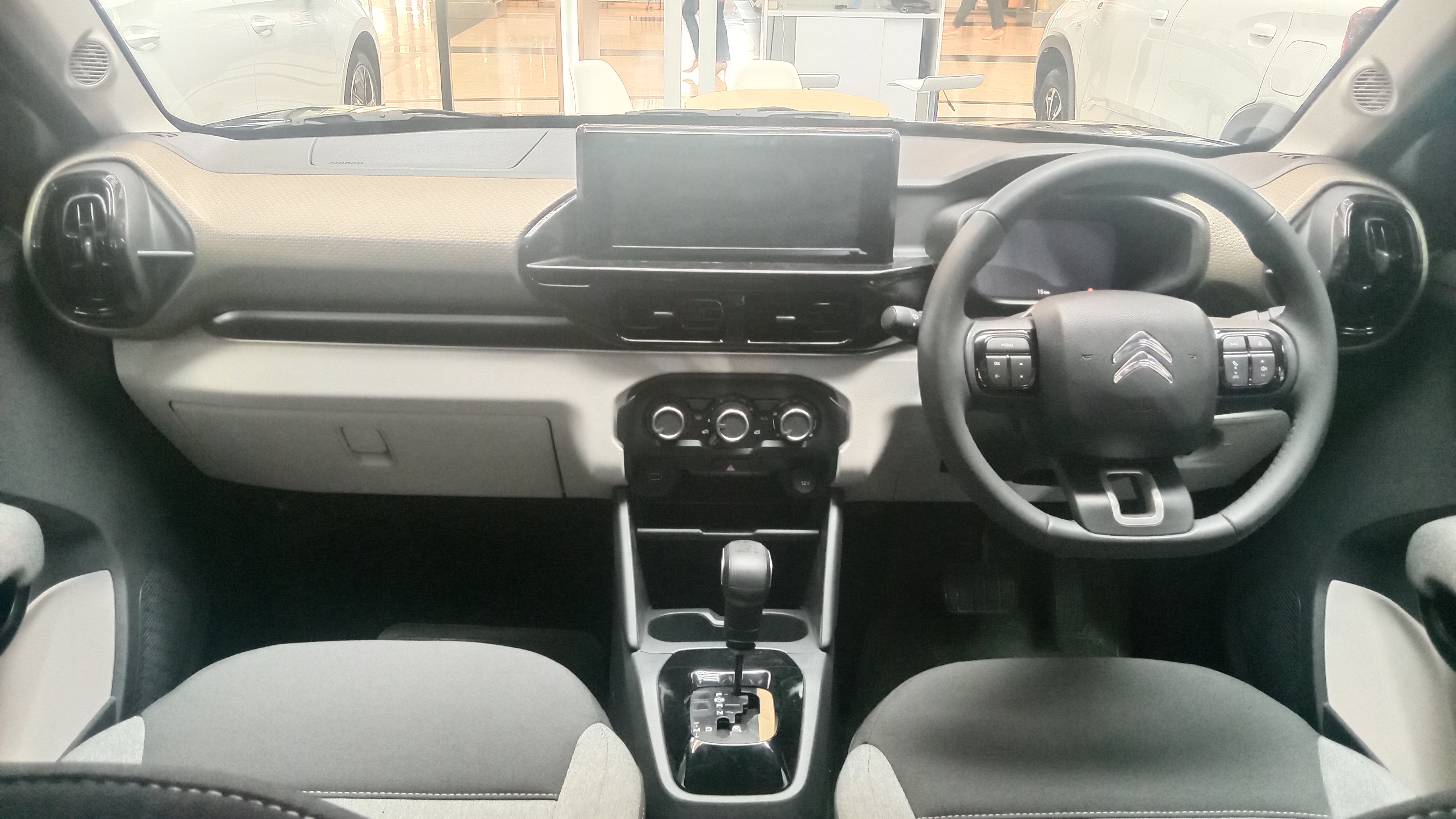
Intérieur (modèle indien)

La planche de bord de la Citroën C3 Aircross reçoit un combiné TFT 7" ainsi qu'un écran tactile multimédia 10".
Le modèle latino-américain reprend le 1.6 VTi 115 ch de la C3 locale, couplé à une boite manuelle à 5 vitesses, ainsi que le 1.0 Firefly T200 d'origine Fiat, cette fois porté à 120 ch, en association avec une boite CVT à 7 vitesses,,.

### Finitions

#### Séries spéciales
- MS Dhoni (2024, Inde, 100 exemplaires)[20]

## Citroën Basalt
Le C3 Aircross propose une carrosserie seconde carrosserie au style "SUV coupé", le Citroën Basalt.
Il est lancé en août 2024 en Inde, puis en octobre 2024 au Brésil,,.

## Concept car
En mars 2024, le constructeur présente le concept car Citroën Basalt Vision préfigurant une version SUV coupé du C3 Aircross.
En octobre 2024, Citroën présente au Brésil un show car basée sur le Basalt, noir avec des touches de rouges en référence à la Citroën GS Basalte. Il est appelé Citroën Basalt Dark Concept Vision.

## Ventes

### C3 Aircross
| Année | Inde | Brésil | Argentine | Uruguay |
| ----- | ---- | ------ | --------- | ------- |
| 2023  |      | 188    | /         | /       |
| 2024  |      | 8 284  | 3 377     | 539     |

### Basalt
| Année | Inde | Brésil | Argentine | Uruguay |
| ----- | ---- | ------ | --------- | ------- |
| 2024  |      | 2 320  | /         | /       |